# Изерь
Изерь — река в России, протекает в Кильмезском районе Кировской области. Устье реки находится в 83 км по правому берегу реки Лобань. Длина реки составляет 15 км, площадь водосборного бассейна 115 км².
Исток реки в лесном массиве в 46 км к северо-западу от посёлка Кильмезь. Река течёт на северо-восток по ненаселённому лесному массиву, перед устьем поворачивает на юго-восток. Впадает в Лобань в урочище Матвеевская Пристань к северу от деревни Тат-Бояры.

## Данные водного реестра
По данным государственного водного реестра России относится к Камскому бассейновому округу, водохозяйственный участок реки — Вятка от водомерного поста посёлка городского типа Аркуль до города Вятские Поляны, речной подбассейн реки — Вятка. Речной бассейн реки — Кама.
Код объекта в государственном водном реестре — 10010300512111100039832.